# Galjevo
Galjevo är en ort i Bosnien och Hercegovina.   Den ligger i entiteten Federationen Bosnien och Hercegovina, i den centrala delen av landet, 40 km sydväst om huvudstaden Sarajevo. Galjevo ligger 520 meter över havet och antalet invånare är 157.
Terrängen runt Galjevo är bergig åt sydväst, men åt nordost är den kuperad.Närmaste större samhälle är Konjic, 2,6 km söder om Galjevo. 
Omgivningarna runt Galjevo är en mosaik av jordbruksmark och naturlig växtlighet. Runt Galjevo är det ganska tätbefolkat, med 93 invånare per kvadratkilometer.